# 마지막 잎새 (영화)
"마지막 잎새"는 1978년에 개봉한 대한민국의 영화이다.

## 캐스팅
- 박은수
- 서희
- 손창호
- 김기종
- 박동룡
- 유지인
- 안재은
- 김성원
- 장훈
- 임관배
- 김보미
- 안진수
- 임성포
- 손전
- 양춘